# 賈斯克
賈斯克是伊朗的城市，位於該國東南部阿曼灣沿岸，由霍爾木茲甘省負責管轄，距離首都德黑蘭1,690公里，市內有機場設施，2006年人口11,133。